# Constitución, Cintalapa
Constitución är en ort i Mexiko.   Den ligger i kommunen Cintalapa och delstaten Chiapas, i den sydöstra delen av landet, 600 km sydost om huvudstaden Mexico City. Constitución ligger 743 meter över havet och antalet invånare är 261.
Terrängen runt Constitución är kuperad. Runt Constitución är det ganska glesbefolkat, med 26 invånare per kvadratkilometer. Närmaste större samhälle är La Esperanza, 17,6 km norr om Constitución. I omgivningarna runt Constitución växer huvudsakligen savannskog.